# Episodi di Sweet India
Gli episodi di Sweet India andarono in onda in prima visione nel 2006.
| nº | Titolo                          | Prima TV Italia |
| -- | ------------------------------- | --------------- |
| 1  | Una conduzione troppo familiare | 1º luglio 2006  |
| 2  | Cercasi cuoco mondiale          | 8 luglio 2006   |
| 3  | Un problema di identità         | 15 luglio 2006  |
| 4  | Il vero volto dell'India        | 22 luglio 2006  |
| 5  | Un marito per Radha             | 29 luglio 2006  |
| 6  | Astrologicamente parlando       | 5 agosto 2006   |
| 7  | Dall'India con ardore           | 12 agosto 2006  |

## Una conduzione troppo familiare
- Diretto da: Riccardo Donna
- Scritto da: Carola Silvestrelli

## Cercasi cuoco mondiale
- Diretto da: Riccardo Donna
- Scritto da: Monica Mariani, Paolo Logli

## Un problema di identità
- Diretto da: Riccardo Donna
- Scritto da: Monica Mariani e Paolo Logli

## Il vero volto dell'India
- Diretto da: Riccardo Donna
- Scritto da: Adelmo Togliani

## Un marito per Radha
- Diretto da: Riccardo Donna
- Scritto da: Carola Silvestrelli

## Astrologicamente parlando
- Diretto da: Riccardo Donna
- Scritto da: Alessandro Pondi

## Dall'India con ardore
- Diretto da: Riccardo Donna
- Scritto da: Stefano Sarcinelli